# Aeroporto de Catalão
O Aeroporto de Catalão (IATA: TLZ  |  ICAO: SWKT), também designado por Aeroporto João Netto de Campos, está localizado no município de Catalão, no estado de Goiás. Está a uma altitude de 796 metros e tem uma pista de 1 640 metros, com 35 metros de largura. Foi reinaugurado, após reformas e ampliação em 19 de junho de 2014 pelo governador do Estado dem Goiás.
Até junho de 2016, não havia voos regulares operando no aeroporto e nem previsão de ter.